# Конкордат 1847 года
Конкордат 1847 года между Святым Престолом и Российской империей ― дипломатическое соглашение (итал.: accomodamento), заключённое 3 августа 1847 года.

## Положение Католической церкви в России
В основном в России католиками были поляки, литовцы, белорусы, украинцы и армяне. В 1795 году Польша окончательно была разделена между Россией, Пруссией и Австрией. Австрия была католической страной и поэтому Католическая церковь на польских землях никаких притеснений не терпела. В православной России католики подвергались преследованиям: политика русификации была направлена в том числе и на то, чтобы оторвать верующих католиков от своей Церкви.

## Дипломатия Пия IX
После своего избрания понтификом Пий IX унаследовал сложные отношения с Россией от своего предшественника, Григория XVI. В то время в России Католическая церковь значительно ущемлялась в правах. Поскольку в стране помимо католиков восточного обряда проживало также и множество католиков латинского обряда, в основном на польских и литовских землях, эта ситуация вызывала чрезвычайную обеспокоенность Святого Престола.
Кардинал Луиджи Ламбрускини с санкции Пия IX начал переговоры с Россией, пытаясь установить более доброжелательные отношения и добиться расширения прав Церкви в стране. В самой России отвергали термин «конкордат» в качестве названия для заключённого соглашения.

## Аспекты соглашения
Договор, который содержал 37 статей, упорядочивал территориально-административное деление латинских епархий в империи. К уже существовавшим шести латинским диоцезам: Могилевскому, Виленскому, Самогитскому, Минскому, Луцко-Житомирскому и Каменец-Подольскому — присоединялся один новый — Херсонский, преобразованный позднее в Тираспольский с центром в Саратове. Польские епархии продолжали существовать без изменений. В Российской империи учреждались новые семинарии, а её правительство обязывалось финансировать деятельность Церкви, выплачивая сумму в 104 480 рублей ежегодно. Епископы должны были назначаться по взаимному согласию России и папства. Сами епископы были уполномочены руководить церковными судами и семинарским образованием. Могилевскому архиепископу, как главе Католической церкви в стране, вверялось управление Петербургской католической духовной академией, он имел право назначать её ректора и профессоров. Через два года после заключения конкордата официальная резиденция могилёвского архиепископа-митрополита была официально и на постоянной основе перенесена в Санкт-Петербург.
Епископы не могли вмешиваться в супружеские или имущественные дела, которые должны были разбираться епархиальными судами, куда входили несколько католических священнослужителей. Приходские священники назначались только с согласия государственных властей. Священнослужители содержались за счёт своих приходов, а если они не были в состоянии их обеспечить, то тогда священники получали жалование от государства.

## Подавление предоставленных свобод
Отношения Католической церкви с Россией всегда были сложными из-за соперничества с Русской православной церковью. Ненадолго предоставленные свободы были подорваны во многом именно с её подачи. Помимо этого свою немаловажную роль сыграли политические устремления поляков на присоединенных землях, которые использовали Церковь в качестве прикрытия для своих организаций.